# Добровольцы поневоле
«Добровольцы поневоле» (англ. Stripes) — кинофильм 1981 года производства США. Премьера состоялась 26 июня 1981 года в США.

## Сюжет
Главный герой, Джон Уингер, как классический неудачник, в один день потерял всё — работу, машину, расстался со своей квартирой и девушкой. Джон принимает решение пойти добровольцем в вооружённые силы и уговаривает своего друга Рассела присоединиться к нему. Герои надеются с помощью армии стать идеальными мужчинами для красавиц. Но вдруг оказывается, что сложности армейской службы слишком тяжелы и вряд ли оправдывают их изначальные цели. Однако им удаётся познакомиться с двумя очаровательными девушками, Луизой и Стеллой.
Во время учений капитан Стиллман непреднамеренно ведёт взвод через границу в Чехословакию. Трусоватый сержант Халка, узнав, где они находятся, выпрыгивает из грузовика незадолго до того, как его захватила Советская Армия. Он даёт сигнал бедствия по радио, который слышат Джон и Рассел, которые понимают, что взвод  находится в опасности. Джон, Рассел, Стелла и Луиза берут ЕМ-50 и проникают на советскую базу, где находится взвод. С помощью Халки они спасают весь взвод.
По возвращении в США Джон, Рассел, Луиза, Стелла и Халка провозглашаются героями, каждый из которых награждается Крестом за выдающиеся заслуги. Халка уходит на пенсию и открывает франшизу HulkaBurger. Стелла появляется на обложке Penthouse, Oкс — на обложке подросткового журнала о селебрити Tiger Beat, Рассел воссоздаёт свою перестрелку с русскими для журнала Guts, а Джон изображён на обложке Newsworld. Униженный  Стиллман переведен на метеостанцию на Аляске.

## В ролях
| Актёр          | Роль             |
| -------------- | ---------------- |
| Билл Мюррей    | Джон Уингер      |
| Гарольд Рамис  | Рассел Зиски     |
| Уоррен Оутс    | сержант Халка    |
| Пи Джей Соулс  | Стелла           |
| Шон Янг        | Луиза            |
| Джон Кэнди     | Окс              |
| Джон Ларрокетт | капитан Стиллман |
| Конрад Данн    | Фрэнсис Савьер   |
| Джадж Рейнхолд | Элмо             |
| Билл Пэкстон   | солдат           |
| Дейв Томас     | М. Си.           |